# لشکر ۳۸ پیاده (ولز)
لشکر ۳۸ پیاده (انگلیسی: 38th) لشکر پیاده‌نظام نیروی زمینی بریتانیا بود، که در سال ۱۹۱۴ تأسیس شد و در سال ۱۹۴۵ منحل گردید. این لشکر در خلال جنگ جهانی اول و جنگ جهانی دوم از یگان‌های عمل‌کننده در نبردها بود.
لشکر ۳۸ پیاده نظام (ذخیره) ارتش بریتانیا در طول جنگ‌های جهانی اول و دوم فعال بود. در سال ۱۹۱۴، این لشکر به عنوان لشکر ۴۳ ارتش جدید هربرت کیچنر ارتقا یافت و در ابتدا قرار بود بخشی از سپاه ۵۰ هزار نفری ارتش ولز باشد که توسط دیوید لوید جورج پشتیبانی می‌شد. واگذاری سربازان ولزی به سایر یگان‌ها به این معنی بود که این مفهوم هرگز محقق نشد.
لشکر ۴۳ در ۲۹ آوریل ۱۹۱۵ به لشکر ۳۸ (ولزی) تغییر نام داد و اواخر همان سال به فرانسه اعزام شد. این لشکر با شهرت ضعیفی وارد فرانسه شد و به عنوان یک یگان سیاسی آموزش ندیده و ضعیف رهبری می‌شد. این لشکر در روزهای اول نبرد سم با آتش روبرو شد، جایی که جنگل مامتز را با از دست دادن نزدیک به ۴۰۰۰ نفر تصرف کرد. این موقعیت مستحکم آلمان برای تسهیل مرحله بعدی حمله سم، یعنی نبرد بازنتین ریج، نیاز به حفظ داشت. با وجود تضمین هدف، اعتبار این لشکر به دلیل سوءتفاهم بین افسران ارشد به شدت آسیب دید.
یک سال بعد، این لشکر در نبرد پیلکم ریج، که آغازگر سومین نبرد ایپر بود، حمله‌ای موفقیت‌آمیز انجام داد. این اقدام، لشکر را در نظر سلسله مراتب بالای ارتش بریتانیا رسوا کرد. در سال ۱۹۱۸، در جریان حمله بهاری آلمان و حمله صد روزه متفقین، این لشکر به چندین موضع مستحکم آلمانی حمله کرد. این لشکر از رودخانه آنکر عبور کرد، خط هیندنبورگ و مواضع آلمان در رودخانه سله را شکست، به جنگ در مرز بلژیک پایان داد و یکی از واحدهای نخبه ارتش محسوب می‌شد. این لشکر پس از جنگ به عنوان بخشی از اشغال راینلند انتخاب نشد و طی چند ماه از خدمت خارج شد.  این لشکر تا مارس ۱۹۱۹ از بین رفت.
در مارس ۱۹۳۹، پس از ظهور مجدد آلمان و اشغال چکسلواکی، ارتش بریتانیا با تکثیر واحدهای موجود، تعداد لشکرهای درون ارتش سرزمینی را افزایش داد. روی کاغذ، این لشکر به عنوان لشکر ۳۸ پیاده ولز که کپی لشکر ۵۳ پیاده (ولز) بود، بازسازی شد. این لشکر در سپتامبر ۱۹۳۹ تشکیل شد، اما هرگز به عنوان یک لشکر به خارج از کشور اعزام نشد و به وظایف دفاع از خود در سراسر بریتانیا محدود شد.
در سال ۱۹۴۴، این لشکر منحل شد و واحدهای آن یا مستقر شدند یا تجزیه شدند تا گروه ارتش بیست و یکم را در نرماندی در طول عملیات اورلرد تقویت کنند. لشکر سی و هشتم در ۱ سپتامبر ۱۹۴۴ به عنوان لشکر ۳۸ پیاده ذخیره، بازسازی شد، یک تشکیلات آموزشی که نقشی را که قبلاً توسط لشکر ۸۰ پیاده (ذخیره) اشغال شده بود، بر عهده گرفت. در این قالب، لشکر آموزش سربازان جدید را تکمیل کرد و سپس آنها را به عنوان نیروی کمکی به خارج از کشور اعزام کرد. در پایان جنگ، لشکر دوباره منحل شد.